# Hirean, Bistrița-Năsăud
Hirean (maghiară Hirántanya, germană Hirenhof) este un sat în comuna Milaș din județul Bistrița-Năsăud, Transilvania, România.